# سيغتونا
سيغتونا، هي مدينة في السويد، تقع على بعد 50 كيلومترا شمال ستوكهولم. وهي جزء من بلدية سيغتونا، التي يقع مقرها الرئيسي في مارشتا، وبلغ عدد سكانها 7200 نسمة.
على الرغم من أنها اليوم بلدة صغيرة من دون الكثير من الإشعاع، فقد لعبت دورا كبيرا في تاريخ السويد.
ونجد في سيغتونا أكبر تجمع في العالم للأبجدية رونية.

## أعلام
- يوناس إريكسون
- كارل بيتر ليمان
- إريك بيكمان
- دان برجلاند